# Hong Nhung
Lê Hồng Nhung, née le 15 mars 1970, est une chanteuse vietnamienne. Elle est l'une des quatre divas de la musique viêtnamienne, avec Thanh Lam, My Linh et Tran Thu Ha. 
Elle est également connue pour son interprétation de chansons composées par Trinh Cong Son.

## Chansons
- Tiếng Hát Hồng Nhung (1988)
- Sao anh không đến (1991)
- Bống Bồng ơi (1993)
- Lênh đênh (1994)
- Chợt Nghe Em Hát (1994)
- Mê khúc (1995)
- Vol. 1: Đoản Khúc Thu Hà Nội (1997)
- Vol. 2: Hồng Nhung và Những Bài Hát Top Ten (1998)
- Vol. 3: Bài Hát Ru Cho Anh (1998)
- Vol. 4: Ru Tình (2000)
- Vol. 5: Cháu Vẽ Ông Mặt Trời (2001)
- Vol. 6 : Ngày Không Mưa (2002)
- Vol. 7: Thuở Bống Là Người (2002)
- Vol. 8: Một Ngày Mới (2003)
- Vol. 9: Khu Vườn Yên Tĩnh (2004)
- Nợ (2006) avec Thanh Lam
- Vol.10: Như Cánh Vạc Bay (2006)
- Vol.11: Le Cercle (2011)
- Phố à phố ơi (2017)
- Tuổi thơ tôi (2017)

## voir aussi
- Divas de la musique viêtnamienne